# Nikołaj Medtner
Nikołaj Karłowicz Medtner, też Metner (ros. Никола́й Ка́рлович Ме́тнер, ur. 24 grudnia 1879?/5 stycznia 1880 w Moskwie, zm. 13 listopada 1951 w Londynie)  – rosyjski kompozytor i pianista.

## Życiorys
Wywodził się z rodziny o tradycjach muzycznych, pochodzenia niemieckiego. Podstawy gry fortepianowej otrzymał od matki, która była śpiewaczką oraz od wuja organisty F. Gedikego. W latach 1892–1900 studiował grę na fortepianie w Konserwatorium Moskiewskim, początkowo uczył się u Pawła Pabsta, a od 1897 u Wasilija Sapielnikowa oraz w latach 1898–1900 u Wasilija Safonowa. Prywatnie studiował także kompozycję u Antona Arienskiego i Siergieja Taniejewa .
W 1900 odniósł sukces na Międzynarodowym Konkursie Pianistycznym im. Antona Rubinsteina w Wiedniu. Był również laureatem nagrody im. Glinki. Po europejskim tournée w 1901–1902 zyskał opinie jednego z najwybitniejszych pianistów swojej generacji .
W latach 1909–1910 oraz 1915–1921 prowadził klasę fortepianu w moskiewskim Konserwatorium . W 1921 opuścił Rosję i siedlił się w Berlinie, a w 1925 zamieszkał w Enghien-les-Bains pod Paryżem. Dziesięć lat później przeprowadził się do Golders Green koło Londynu, gdzie pozostał do końca życia (nie licząc pobytu w Warwickshire w czasie wojny).

## Twórczość
Był uznawany za wybitnego kompozytora muzyki fortepianowej, porównywany do Rachmaninowa i Skriabina z racji pokrewnego, patetycznego tonu, silnej ekspresji i skłonności do ostrych kontrastów . Jego muzyka utrzymywała się w stylu późnoromantycznym, czerpiąc wzory z okresu klasycyzmu. Komponował głównie utwory fortepianowe, w tym trzy koncerty oraz muzykę kameralną i wokalną  . Siergiej Rachmaninow był jego przyjacielem od 1906 roku i wielbicielem jego twórczości – wykonywał na koncertach jego utwory (zob. lista dzieł Nikołaja Medtnera).

### Wybrane utwory
- I sonata fortepianowa(inne języki) (1903)[1]
- I koncert fortepianowy(inne języki) (1918)[1]
- II koncert fortepianowy(inne języki) (1927)[1]
- III koncert fortepianowy(inne języki) (około 1940-1943)[1]
- I sonata skrzypcowa(inne języki) (1910)[1]
- II sonata skrzypcowa(inne języki) (1926)[1]
- III sonata skrzypcowa(inne języki) (1938)[1]
- Zapomiane melodie(inne języki) (3 cykle, około 1918–1920)[1]